# Čepí
Obec Čepí (německy Czep, v letech 1939–45 Tschep) se nachází v okrese Pardubice, kraj Pardubický. Žije zde 474 obyvatel.

## Historie
V dochovaných historických pramenech se Čepí poprvé vyskytuje roku 1375 v souvislosti s tehdejším držitelem vsi zemanem Ješkem z Čepí. Na počátku 16. století byla obec v držení Zdislava z Dobřenic, ale ten Čepí prodal roku 1543 společenství havířů z Kutné Hory. Jako majetek Kutné Hory zůstala obec až do roku 1694, kdy byla přikoupena ke komornímu pardubickému panství a od té doby sdílí s pardubickým panstvím stejné osudy. Název vsi prodělal složitý jazykový vývoj. V lidové etymologii existuje též název Čep. Vznik názvu lze nejpravděpodobněji odvodit od osobního jména Čáp a místní název vznikl jako Čápův (dvůr, les, pozemek), kde vesnice vznikla. Přivlastňovací příponou a hláskovým vývojem existoval potom jako Čiepí, z čehož vzniklo dalším jazykovým vývojem Čepí.
Obec vešla do dějin archeologie významným nálezem bronzového pokladu z doby lidu kultury slezskoplatěnické (9.–7. století př. n. l.). Nález obsahoval dvě velké bronzové spony, 29 bronzových náramků (tzv. hřiven) a fragmenty bronzových ozdob. Nález byl učiněn roku 1881 při hloubkové orbě na palouku zvaném Olšina asi 1 km od obce směrem k Pardubicím, několik set metrů od pravé strany silnice. Další depot bronzů se na katastru Čepí objevil v listopadu roku 1884. Obsahoval asi 7 kruhových závitnic, několikrát stočený prsten a asi 4 fragmenty bronzových ozdob. Tento bronzový poklad pochází z doby kultury lužické (asi 12.–9. století př. n. l.) a učiněn byl na někdejším pozemku pana Baera mezi obcemi Čepí, Rozhovicemi a Jezbořicemi, 300 metrů západně od silnice. Lze předpokládat, že někde v okolí bude pravěké sídliště někdy z té doby, zatím se jej nepodařilo objevit. Důležitou lokalitou je cihelna. V roce 1932 zde byl nalezen v hloubce asi 1 metr kostrový hrob s hliněnou nádobkou. Cihelna podala v minulosti též doklady výskytu diluviálních zvířat. V hloubce 7 metrů se našly dvě stoličky mamuta a na jiném místě v hloubce 9 metrů část parohu prehistorického jelena.
Obec Čepí vlastní od roku 2000 průmyslovou zónu - areál bývalé cihelny o rozloze 100 416 m². Hlavním důvodem tohoto finančně náročného kroku byla snaha oživit nevyužívanou plochu k podnikání, přilákat do obce nové investory, kteří by využili stávajících výrobních prostor k podnikání a tvorbě nových pracovních sil. Areál bývalé cihelny je klasickým příkladem "brownfields", tedy pozemky a nemovitosti uvnitř urbanizovaného území, které ztratily svoji funkci a využití, jsou delší dobu nevyužívané, opuštěné či zdevastované. Souběžně s naplňováním kapacity průmyslové zóny pokračují stavební práce, především výstavba inženýrských sítí.